# Titaea nobilis
Titaea nobilis är en fjärilsart som beskrevs av William Schaus 1912. Titaea nobilis ingår i släktet Titaea och familjen påfågelsspinnare. Inga underarter finns listade i Catalogue of Life.